# Tricyphona platyptera
Tricyphona (Tricyphona) platyptera là một loài ruồi trong họ Pediciidae. Chúng phân bố ở vùng Tân nhiệt đới.